# إنجيل متى
إِنْجِيلُ مَتَّى (باليونانية: Εὐαγγέλιον κατὰ Μαθθαῖον)‏، ويسمى أيضًا الإنجيل وفقًا لمتى أو ببساطة متى، هو أول كتاب من العهد الجديد وواحد من ثلاثة من الأناجيل الإزائية، وينسب تقليديا إلى متى أحد الإنجيليين الأربعة، وهو يروي كيف قام يسوع المسيح بعد رفضه من قبل بني إسرائيل، بإرسال تلاميذه نهايةً للتبشير بالإنجيل إلى العالم كلّه. معظم العلماء يعتقدون أنه قد تم كتابته بين سنة 80 و90 ميلادي، مع إمكانية أن يكون بين سنة 70 إلى 110 (الرأي بأنه قد تم تأليفه قبل سنة 70 يبقى رأي الأقلية). مؤلف الإنجيل مجهول، وربما كان ذكرًا يهوديا، يقف على الحافة بين القيم اليهودية التقليدية وغير التقليدية، وعلى دراية بالجوانب القانونية التقنية للنصوص التي كان يجري مناقشتها في ذلك الوقت. اعتمد مؤلف الإنجيل بحسب الباحثين على ثلاثة مصادر رئيسية هي: إنجيل مرقس، ومصدر محتمل يشمل مجموعة من الأقوال والمعروف باسم الوثيقة ق، بالإضافة إلى مصدر خاص بمجتمعه هو، ويطلق عليه «المصدر م» أو "Special Matthew".
الطبيعة الإلهية ليسوع كانت قضية رئيسية بالنسبة لمجتمع المؤلف، العنصر الحاسم الفاصل بين المسيحيين في العصور المبكرة عن جيرانهم اليهود، في حين أن إنجيل مرقس بدأ بذكر المعمودية وتجربة المسيح على الجبل، يعود متى إلى أصول يسوع، ليظهره كابن الله منذ ولادته، محققًا نبوءات العهد القديم عن المسيح. كما يرى إنجيل متى أن يسوع ابن الله هو الله كاشفًا عن نفسه من خلال ابنه، ويسوع أثبت كونه ابنًا من خلال طاعته.
الإنجيل يعكس الصراعات والنزاعات بين مجتمع المؤلف وغيرهم من اليهود، خاصة من خلال انتقاداته الحادة للكتبة والفريسيين. قبل الصلب كان يدعى اليهود بني إسرائيل، اللقب الشرفي لشعب الله المختار؛ بعد الصلب، يسمون "Ioudaioi" (اليهود)، في إشارة إلى أن من خلال رفضهم المسيح فإن «مملكة السماء» قد تم أخذها منهم وإعطاؤها بدلا من ذلك إلى الكنيسة.

## التكوين والإعداد

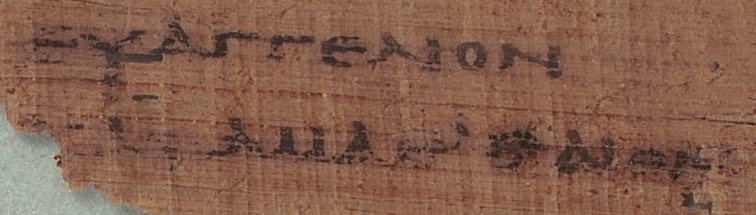
البردية ، مع عنوان إنجيل متى، ευαγγελιον κατα μαθθαιον. تعود إلى أواخر القرن الثاني أو أوائل القرن الثالث، وهي أقدم مخطوطة لإنجيل متى.

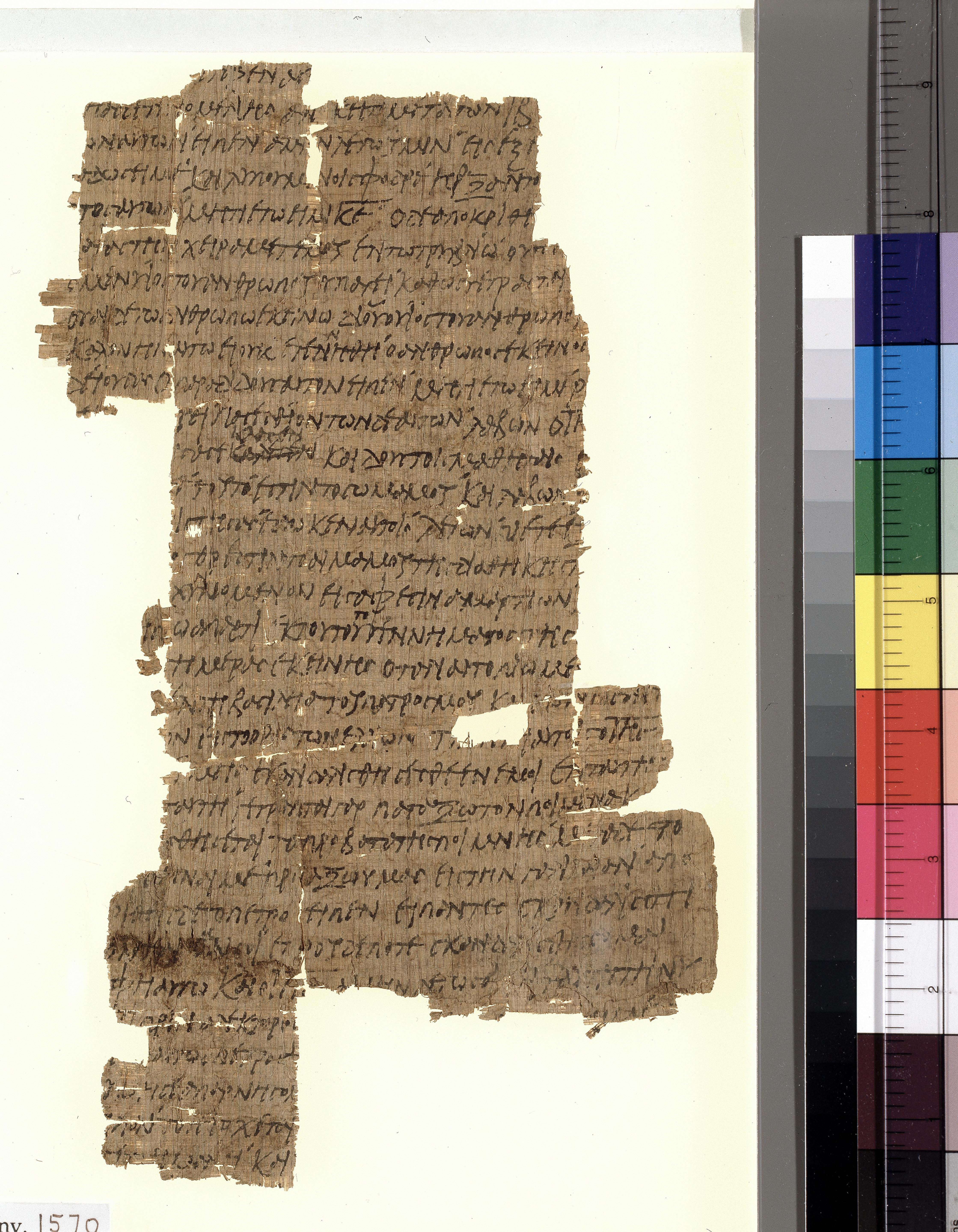
، ورقة بردي من القرن الثالث تشمل متى 26

### المخطوطات
أقدم مخطوطات كاملة نسبيا للكتاب المقدس هي المخطوطة الفاتيكانية والسينائية، اللتان تعودان إلى القرن 4. وإلى جانب هؤلاء توجد قطع مخطوطات تتراوح بين بضع آيات وفصول كاملة. {\displaystyle {\mathfrak {P}}}104و {\displaystyle {\mathfrak {P}}}67 هما مخطوطتان ملحوظتان لمتى. وهذه نسخ للنسخ. خلال عملية إعادة النسخ، حدثت اختلافات، وظهرت مخطوطات في مناطق مختلفة، وتم إجراء تصحيحات وتعديلات. يقوم علماء النقد النصي في العصر الحديث بجمع جميع المخطوطات الكبيرة الباقية، وكذلك الاستشهادات في أعمال آباء الكنيسة، من أجل إنتاج نص أقرب ما يمكن إلى ما تم فقدانه.

### التأليف والمصادر
الإنجيل نفسه لا يحدد هوية المؤلف، ولكن ربما كان ذكر يهودي، يقف على الحافة بين القيم اليهودية التقليدية وغير التقليدية، وعلى دراية بالجوانب القانونية التقنية للنصوص التي كان يجري مناقشتها في ذلك الوقت. الغالبية العظمى من علماء العصر الحديث يعتقدون أن مرقس كان أول إنجيل قد تم تأليفه وأن متى (الذي يشمل نحو 600 من آيات مرقس ال661) ولوقا كذلك قد اعتمدا عليه كمصدر رئيسي في أعمالهم. كاتب إنجيل متى لم يقم ببساطة بنسخ مرقس، ولكن استخدامه كقاعدة، مؤكدا على قيمة يسوع في التقاليد اليهودية، ومضيفا تفاصيل أخرى لم تتم تغطيتها في إنجيل مرقس. تم العثور على 220 (تقريبا) من الآيات المشتركة بين متى ولوقا ولكن لم يتم العثور عليها في مرقس، وهي من مصدر ثاني، تجميعة مفترضة من الأقوال أعطاها العلماء اسم "Quelle" («المصدر» في اللغة الألمانية)، أو الوثيقة ق. هذا الرأي، والمعروف باسم فرضية المصدرين (مرقس و«ق»)، يسمح كذلك بوجود محتوى آخر تم الاعتماد عليه وهو التقاليد المعروفة باسم "special matthew"، أو المصدر م، وهو محتوى خاص بإنجيل متى، من الممكن أنه كان عبارة عن مصدر مستقل، أو أنه قد أتي من كنيسة مؤلف الإنجيل المجهول، أو أن المؤلف قد ابتكر هذه الآيات بنفسه. المؤلف أيضا كان لديه النصوص اليونانية تحت تصرفه، سواء مخطوطات (الترجمات اليونانية لسفر إشعيا، المزامير.... الخ) في شكل «تجميعات شهادات» (مجموعات من المقتطفات)، وإذا كان Papias صحيحا، ربما القصص التي كان يتم تناقلها شفهيا وسط مجتمعه. هذه المصادر في الغالب كانت باليونانية، ولكن في الغالب ليست من أي نسخة معروفة من الترجمة السبعونية; على الرغم من أن بعض العلماء يرون أن البعض منهم ربما كان ترجمات يونانية لمصادر عبرية أو آرامية أقدم.

### تحديد التاريخ
رأي الأغلبية بين العلماء هو أن متى كان نتاج الربع الأخير من القرن 1. هذا يجعله عملا من إنتاج الجيل الثاني من المسيحيين الذين كان الحدث الأهم في عصرهم خراب أورشليم والهيكل على يد الرومان في سنة 70 في سياق الثورة اليهودية الكبرى (الحرب الرومانية اليهودية الأولى) (من 66 إلى 73). من هذه النقطة، ما قد بدأ مع يسوع الناصري كحركة مسيحية يهودية أصبح على نحو متزايد ظاهرة تتطور مع الوقت إلى دين منفصل. المجتمع المسيحي الذي يعود له إنجيل متى، مثل العديد من مسيحيي القرن الأول، كان لا يزال جزءا من المجتمع اليهودي: ومن هنا جاءت تسمية المسيحيين اليهود كوصف لهم. العلاقة بين متى وهذا العالم اليهودي الأوسع لا تزال موضع دراسة وخلاف، حيث السؤال هو إلى أي مدى -إن كان ذلك قد حدث- أبعد مجتمع متى نفسه عن جذوره اليهودية. بالتأكيد كان هناك صراع بين جماعة متى وغيرها من الجماعات اليهودية، ومن المتفق عليه عموما أن جذور الصراع كان إيمان مجتمع متى بيسوع كالمسيح واعتباره نهض من الموت، وموهوبا بصورة فريدة بالسلطة الإلهية.
مؤلف إنجيل متى كان يكتب لمجتمع من المسيحيين اليهود الناطقين باليونانية على الأرجح في سوريا (أنطاكية، أكبر مدينة في سوريا الرومانية وثالث أكبر مدينة في الإمبراطورية، كثيرا ما تذكر كمكان مقترح). على عكس مرقس، لم يكترث متى بشرح العادات اليهودية، لأن جمهور إنجيله المستهدف كان يهودي؛ وعلى عكس لوقا، الذي ذكر نسب يسوع النسب إلى آدم أبي البشر، فقد ذكره متى فقط حتى إبراهيم. من بين الثلاثة مصادر المفترضة، فقط «المصدر م»، وهو الخاص بمجتمعه، يشير إلى «كنيسة» (ecclesia)، مجموعة منظمة لها قواعد لحفظ النظام؛ ويشير المحتوى من «م» إلى أن هذا المجتمع كان صارما في الحفاظ على الشريعة اليهودية، ومصمما أنه يجب أن يتجاوزوا الكتبة والفريسيين في «الاستقامة» (الالتزام بالشريعة اليهودية).

## المحتوى
يمكن تقسيم إنجيل متى إلى أربع هيكليات «أقسام» منفصلة ومتميزة:
أثنان منها تأهيلية «مقدمة»، والجزء الثالث الأهم الذي يمكن إعادة تقسيمه إلى خمسة اقسام، حيث كل قسم من هذه الأقسام مصحوبة بشرح عن حياة المسيح.
وأخيرا «رابعا» قسم الام المسيح وقيامته.
1. شرح عن نسب، ولادة، وطفولة يسوع (متى اصحاح 1و2).
2. شرح عن أعمال يوحنا المعمدان التي تحضر لحياة السيد المسيح العلنية (متى اصحاح 3 و4:11).
3. شرح عن أعمال المسيح في الجليل (متى اصحاح 26-4:12):

1. 1. الموعظة على الجبل المتعلقة بأعطاء دروس في التصرف والأخلاق (متى اصحاح 5 و 7)
  2. شرح عن الرسالة التبشيرية التي هي الرسالة التي اوكلها المسيح لتلاميذه (متى اصحاح 10 و 11)
  3. شرح عن الأمثال التي تتضمن قصص تحكي عن ملكوت الله (متى اصحاح 13)
  4. شرح عن مكانة التلاميذ في الكنيسة المتعلقة عن علاقة الميحيين بعضهم ببعض (متى اصحاح 18 و 19:1)
  5. شرح عن نهاية العالم وتدعى أيضا علامات نهاية الزمان «التي تحدث عنها السيد المسيح بينما هو جالس في جبل الزيتون» والمتعلقة عن مجيء المسيح الثاني ونهاية العالم (متى اصحاح 24 و 26:1)

1. الام وموت وقيامة السيد المسيح ومن ثم مهمة الرسل بعد هذه الأحداث (متى اصحاح 20-28:16).

## المقارنة مع الأناجيل الأخرى

### الكرستولوجيا
إنجيل متى هو عبارة عن إعادة تفسير ابتكارية لإنجيل مرقس، مع التشديد على تعاليم يسوع وكذلك أفعاله، ومع إجراء تغييرات دقيقة من أجل التأكيد على طبيعته الإلهية: على سبيل المثال، في إنجيل مرقس «الشاب» الذي يظهر في قبر يسوع يصبح «ملاكًا مشعًا» في إنجيل متى. لا تدل قصص المعجزات في إنجيل مرقس على ألوهية يسوع، بل تؤكد وضعه كمبعوث من الله (حيث كان ذلك هو مفهوم مرقس للمسيح).

## مواضيع ذات صلة
- متى العشار

### استشهادات
1. ↑  مذكور في: Tischendorf-NT. المُؤَلِّف: قسطنطين تيشندورف. لغة العمل أو لغة الاسم: الإغريقية. تاريخ النشر: 1870.
2. ↑  وصلة مرجع: https://www.perseus.tufts.edu/hopper/abbrevhelp.
3. ↑   https://web.archive.org/web/20190715151818/http://khazarzar.skeptik.net:80/books/titles.pdf. مؤرشف من الأصل (PDF) في 2019-07-15. {{استشهاد ويب}}: الوسيط |title= غير موجود أو فارغ (مساعدة)
4. ↑  Luz 2005، صفحات 249–50.
5. ↑  Duling 2010، صفحات 298–99.
6. ↑  France 2007، صفحة 19.
7. 1 2  Duling 2010، صفحة 302.
8. ↑  Duling 2010، صفحة 306.
9. ↑  Burkett 2002، صفحة 175.
10. ↑  Peppard 2011، صفحة 133.
11. ↑  Luz 1995، صفحة 93.
12. ↑  Burkett 2002، صفحة 182.
13. ↑  Strecker 2000، صفحات 369–70.
14. ↑  Wallace 2011.
15. ↑  Turner 2008، صفحات 6–7.
16. 1 2  Senior 1996، صفحة 22.
17. ↑  Harrington 1991، صفحات 5–6.
18. ↑  McMahon 2008، صفحة 57.
19. ↑  Beaton 2005، صفحة 116.
20. ↑  Nolland 2005، صفحة 3.
21. ↑  Duling 2010، صفحة 314.
22. ↑  Casey 2010، صفحات 87–88.
23. ↑  Davies & Allison 1988، صفحات 12–13.
24. ↑  Davies & Allison 1988، صفحة 128.
25. ↑  Scholtz 2009، صفحات 34–35.
26. ↑  Saldarini 1994، صفحة 4.
27. ↑  Senior 2001، صفحات 7–8, 72.
28. ↑  Senior 2001، صفحة 11.
29. ↑  Nolland 2005، صفحة 18.
30. ↑  Burkett 2002، صفحات 180–81.
31. ↑  Beaton 2005، صفحة 117.
32. ↑  Morris 1986، صفحة 114.
33. ↑  Beaton 2005، صفحة 123.
34. ↑  Aune 1987، صفحة 59.

### بيبلوجرافيا

#### تعليقات
- Allison، D.C. (2004). Matthew: A Shorter Commentary. T&T Clark. ISBN:978-0-567-08249-7. مؤرشف من الأصل في 2020-03-12.
- Davies، William David؛ Allison، Dale C. (1988). A Critical and Exegetical Commentary on the Gospel According to Saint Matthew. T&T Clark Ltd. ج. I: Introduction and Commentary on Matthew I–VII. ISBN:9780567094810. مؤرشف من الأصل في 2020-03-12.
- Davies، William David؛ Allison، Dale C. (1999) [1991]. A Critical and Exegetical Commentary on the Gospel According to Saint Matthew. T&T Clark Ltd. ج. II: Commentary on Matthew VIII–XVIII. ISBN:9780567095459. مؤرشف من الأصل في 2017-05-01. {{استشهاد بكتاب}}: الوسيط غير المعروف |authormask1= تم تجاهله يقترح استخدام |author-mask1= (مساعدة) والوسيط غير المعروف |authormask2= تم تجاهله يقترح استخدام |author-mask2= (مساعدة)
- Davies، William David؛ Allison، Dale C. (1997). A Critical and Exegetical Commentary on the Gospel According to Saint Matthew. T&T Clark Ltd. ج. III: Commentary on Matthew XIX–XXVIII. ISBN:9780567085184. مؤرشف من الأصل في 2017-04-30. {{استشهاد بكتاب}}: الوسيط غير المعروف |authormask1= تم تجاهله يقترح استخدام |author-mask1= (مساعدة) والوسيط غير المعروف |authormask2= تم تجاهله يقترح استخدام |author-mask2= (مساعدة)
- Duling، Dennis C. (2010). "The Gospel of Matthew". في Aune، David E. (المحرر). The Blackwell Companion to the New Testament. Wiley-Blackwell. ISBN:978-1-4051-0825-6. مؤرشف من الأصل في 2020-03-12.
- France، R.T (2007). The Gospel of Matthew. Eerdmans. ص. 19. ISBN:978-0-8028-2501-8. مؤرشف من الأصل في 2016-10-22.
- Harrington، Daniel J. (1991). The Gospel of Matthew. Liturgical Press. ISBN:9780814658031. مؤرشف من الأصل في 2020-03-12{{استشهاد بكتاب}}:  صيانة الاستشهاد: postscript (link)
- Keener، Craig S. (1999). A commentary on the Gospel of Matthew. Eerdmans. ISBN:978-0-8028-3821-6. مؤرشف من الأصل في 2020-03-12.
- Luz، Ulrich (1989). Matthew 1–7. Matthew: A Commentary. ترجمة: Linss، Wilhelm C. Minneapolis: Fortress Press. ج. 1. ISBN:9780806624020. مؤرشف من الأصل في 2020-03-06.
- Luz، Ulrich (2001). Matthew 8–20. Matthew: A Commentary. Minneapolis: Fortress Press. ج. 2. ISBN:9780800660345. مؤرشف من الأصل في 2020-03-12. {{استشهاد بكتاب}}: الوسيط غير المعروف |authormask= تم تجاهله يقترح استخدام |author-mask= (مساعدة)
- Luz، Ulrich (2005). Matthew 21–28. Matthew: A Commentary. Minneapolis: Fortress Press. ج. 3. ISBN:9780800637705. مؤرشف من الأصل في 2017-04-30. {{استشهاد بكتاب}}: الوسيط غير المعروف |authormask= تم تجاهله يقترح استخدام |author-mask= (مساعدة)
- Morris، Leon (1992). The Gospel according to Matthew. Eerdmans. ISBN:978-0-85111-338-8. مؤرشف من الأصل في 2020-03-12.
- Nolland، John (2005). The Gospel of Matthew: A Commentary on the Greek Text. Eerdmans. ISBN:978-0-8028-2389-2.
- Saunders، Stanley P. (2009). "Matthew". في O’Day، Gail (المحرر). Theological Bible Commentary. Westminster John Knox Press. ISBN:978-0664227111. مؤرشف من الأصل في 2020-03-12.
- Turner، David L. (2008). Matthew. Baker. ISBN:978-0-8010-2684-3. مؤرشف من الأصل في 2020-03-12.

#### أعمال عامة
- Aune، David E. (ed.) (2001). The Gospel of Matthew in current study. Eerdmans. ISBN:978-0-8028-4673-0. مؤرشف من الأصل في 2020-03-12. {{استشهاد بكتاب}}: |الأول= باسم عام (مساعدة)
- Aune، David E. (1987). The New Testament in its literary environment. Westminster John Knox Press. ISBN:978-0-664-25018-8. مؤرشف من الأصل في 2020-03-12. {{استشهاد بكتاب}}: الوسيط غير المعروف |authormask= تم تجاهله يقترح استخدام |author-mask= (مساعدة)
- Beaton، Richard C. (2005). "How Matthew Writes". في Bockmuehl، Markus؛ Hagner، Donald A. (المحررون). The Written Gospel. Oxford University Press. ISBN:978-0-521-83285-4. مؤرشف من الأصل في 2020-03-12.
- Browning، W.R.F (2004). Oxford Dictionary of the Bible. Oxford University Press. ISBN:978-0-19-860890-5. مؤرشف من الأصل في 2020-02-26.
- Burkett، Delbert (2002). An introduction to the New Testament and the origins of Christianity. Cambridge University Press. ISBN:978-0-521-00720-7. مؤرشف من الأصل في 2020-01-03.
- Casey، Maurice (2010). Jesus of Nazareth: An Independent Historian's Account of His Life and Teaching. Continuum. ISBN:978-0-567-64517-3. مؤرشف من الأصل في 2019-12-25.
- Clarke، Howard W. (2003). The Gospel of Matthew and Its Readers. Indiana University Press. ISBN:978-0-253-34235-5. مؤرشف من الأصل في 2020-03-12.
- Cross، Frank L.؛ Livingstone، Elizabeth A.، المحررون (2005) [1997]. "Matthew, Gospel acc. to St.". The Oxford Dictionary of the Christian Church (ط. 3). Oxford University Press. ص. 1064. ISBN:978-0-19-280290-3. مؤرشف من الأصل في 23 سبتمبر 2015. اطلع عليه بتاريخ 14 نوفمبر 2015.
- Dunn، James D.G. (2003). Jesus Remembered. Eerdmans. ISBN:978-0-8028-3931-2. مؤرشف من الأصل في 2020-03-12.
- Ehrman، Bart D. (1999). Jesus: Apocalyptic Prophet of the New Millennium. Oxford University Press. ISBN:978-0-19-512474-3. مؤرشف من الأصل في 2019-12-25.
- —— (2009). Misquoting Jesus: The Story Behind Who Changed the Bible and Why. Harper Collins. ISBN:9780061977022. مؤرشف من الأصل في 2020-03-12.
- —— (2012). Did Jesus Exist?: The Historical Argument for Jesus of Nazareth. HarperCollins. ISBN:978-0-06-220460-8. مؤرشف من الأصل في 2020-03-12.
- Fuller، Reginald H. (2001). "Biblical Theology". في Metzger، Bruce M.؛ Coogan، Michael D. (المحررون). The Oxford Guide to Ideas & Issues of the Bible. Oxford University Press. ISBN:9780195149173. مؤرشف من الأصل في 2020-03-12.
- Hagner، D.A. (1986). "Matthew, Gospel According to". في Bromiley، Geoffrey W. (المحرر). International Standard Bible Encyclopedia, Vol. 3: K-P. Wm. B. Eerdmans. ص. 280–88. ISBN:978-0-8028-8163-2.
- Harris، Stephen L. (1985). Understanding the Bible. Palo Alto: Mayfield. مؤرشف من الأصل في 2022-10-04.
- Kupp، David D. (1996). Matthew's Emmanuel: Divine Presence and God's People in the First Gospel. Cambridge University Press. ISBN:978-0-521-57007-7. مؤرشف من الأصل في 2020-04-23.
- Levine، Amy-Jill (2001). "Visions of kingdoms: From Pompey to the first Jewish revolt". في Coogan، Michael D. (المحرر). The Oxford History of the Biblical World. Oxford University Press. ISBN:978-0-19-513937-2. مؤرشف من الأصل في 2020-03-12.
- Levison، J.؛ Pope-Levison، P. (2009). "Christology". في Dyrness، William A.؛ Kärkkäinen، Veli-Matti (المحررون). Global Dictionary of Theology. InterVarsity Press. ISBN:9780830878116. مؤرشف من الأصل في 2020-03-12.
- Luz، Ulrich (2005). Studies in Matthew. Eerdmans. ISBN:978-0-8028-3964-0. مؤرشف من الأصل في 2020-03-12.
- —— (1995). The Theology of the Gospel of Matthew. Cambridge University Press. ISBN:978-0-521-43576-5. مؤرشف من الأصل في 2020-03-12.
- McMahon، Christopher (2008). "Introduction to the Gospels and Acts of the Apostles". في Ruff، Jerry (المحرر). Understanding the Bible: A Guide to Reading the Scriptures. Cambridge University Press. ISBN:9780884898528. مؤرشف من الأصل في 2020-03-12.
- Morris، Leon (1986). New Testament Theology. Zondervan. ISBN:978-0-310-45571-4. مؤرشف من الأصل في 2020-03-12.
- Peppard، Michael (2011). The Son of God in the Roman World: Divine Sonship in Its Social and Political Context. Oxford University Press. ISBN:9780199753703. مؤرشف من الأصل في 2020-03-12.
- Perkins، Pheme (28 يوليو 1998). "The Synoptic Gospels and the Acts of the Apostles: Telling the Christian Story". The Cambridge Companion to Biblical Interpretation. ISBN:0521485932. مؤرشف من الأصل في 2020-03-12., in Kee، Howard Clark, ed. (1997). The Cambridge companion to the bible: part 3. Cambridge University Press. ISBN:978-0-521-48593-7. {{استشهاد بكتاب}}: |الأول= باسم عام (مساعدة)صيانة الاستشهاد: أسماء متعددة: قائمة المؤلفين (link)
- Saldarini، Anthony (2003). "Matthew". Eerdmans commentary on the Bible. ISBN:0802837115. مؤرشف من الأصل في 2020-03-12., in Dunn، James D.G.؛ Rogerson، John William (2003). Eerdmans Commentary on the Bible. Eerdmans. ISBN:978-0-8028-3711-0. مؤرشف من الأصل في 2022-06-26.
- Saldarini، Anthony (1994). Matthew's Christian-Jewish Community. University of Chicago Press. ISBN:978-0-226-73421-7. مؤرشف من الأصل في 2020-03-12.
- Sanford، Christopher B. (2005). Matthew: Christian Rabbi. Author House. ISBN:9781420883718. مؤرشف من الأصل في 2020-03-12.
- Scholtz، Donald (2009). Jesus in the Gospels and Acts: Introducing the New Testament. Saint Mary's Press. ISBN:9780884899556. مؤرشف من الأصل في 2020-03-12.
- Senior، Donald (2001). "Directions in Matthean Studies". The Gospel of Matthew in Current Study: Studies in Memory of William G. Thompson, S.J. ISBN:0802846734. مؤرشف من الأصل في 2020-03-12., in Aune، David E. (ed.) (2001). The Gospel of Matthew in current study. Eerdmans. ISBN:978-0-8028-4673-0. {{استشهاد بكتاب}}: |الأول= باسم عام (مساعدة)
- Senior، Donald (1996). What are they saying about Matthew?. PaulistPress. ISBN:978-0-8091-3624-7. مؤرشف من الأصل في 2020-03-12.
- Stanton، Graham (1993). A gospel for a new people: studies in Matthew. Westminster John Knox Press. ISBN:978-0-664-25499-5. مؤرشف من الأصل في 2020-03-12.
- Strecker، Georg (2000) [1996]. Theology of the New Testament. Walter de Gruyter. ISBN:978-0-664-22336-6. مؤرشف من الأصل في 2020-03-03.
- Tuckett، Christopher Mark (2001). Christology and the New Testament: Jesus and His Earliest Followers. Westminster John Knox Press. مؤرشف من الأصل في 2020-03-12.
- Van de Sandt، H.W.M. (2005). "Introduction". Matthew and the Didache: Two Documents from the Same Jewish-Christian Milieu ?. ISBN:9023240774. مؤرشف من الأصل في 2018-11-18., in Van de Sandt، H.W.M, ed. (2005). Matthew and the Didache. Royal Van Gorcum&Fortress Press. ISBN:978-90-232-4077-8. {{استشهاد بكتاب}}: |الأول= باسم عام (مساعدة)صيانة الاستشهاد: أسماء متعددة: قائمة المؤلفين (link)
- Wallace، Daniel B.، المحرر (2011). Revisiting the Corruption of the New Testament: Manuscript, Patristic, and Apocryphal Evidence. Text and canon of the New Testament. Kregel Academic. ISBN:9780825489068. مؤرشف من الأصل في 2020-03-12.
- Weren، Wim (2005). "The History and Social Setting of the Matthean Community". Matthew and the Didache: Two Documents from the Same Jewish-Christian Milieu ?. ISBN:9023240774. مؤرشف من الأصل في 2018-11-18., in Van de Sandt، H.W.M, ed. (2005). Matthew and the Didache. Royal Van Gorcum&Fortress Press. ISBN:978-90-232-4077-8. {{استشهاد بكتاب}}: |الأول= باسم عام (مساعدة)صيانة الاستشهاد: أسماء متعددة: قائمة المؤلفين (link)